# Cervimunida johni
Cervimunida johni is een tienpotigensoort uit de familie van de Munididae. De wetenschappelijke naam van de soort is voor het eerst geldig gepubliceerd in 1903 door Porter.